# 2-Methyl-2-propen-1-ol
2-Methyl-2-propen-1-ol ist eine chemische Verbindung aus der Gruppe der Alkohole.

## Gewinnung und Darstellung
2-Methyl-2-propen-1-ol kann durch Hydrolyse von Isobutenylchlorid unter alkalischen Bedingungen, durch selektive Hydrierung von Methylacrolein oder durch Hydrolyse von Isobutenylacetat gewonnen werden.

## Eigenschaften
2-Methyl-2-propen-1-ol ist eine farblose, entzündbare Flüssigkeit mit stechendem Geruch, die löslich in Wasser ist.

## Verwendung
2-Methyl-2-propen-1-ol wird als Zwischenprodukt bei organischen Synthesen verwendet.

## Sicherheitshinweise
Die Dämpfe von 2-Methyl-2-propen-1-ol können mit Luft ein explosionsfähiges Gemisch (Flammpunkt 32 °C, Zündtemperatur 320 °C) bilden.

## Externe Links zu erwähnten Verbindungen
1. ↑  Externe Identifikatoren von bzw. Datenbank-Links zu Isobutenylacetat:  CAS-Nr.: 820-71-3, EG-Nr.: 212-471-1, ECHA-InfoCard: 100.011.337, PubChem: 69962, ChemSpider: 63155, Wikidata: Q22052652.